# 퉁관

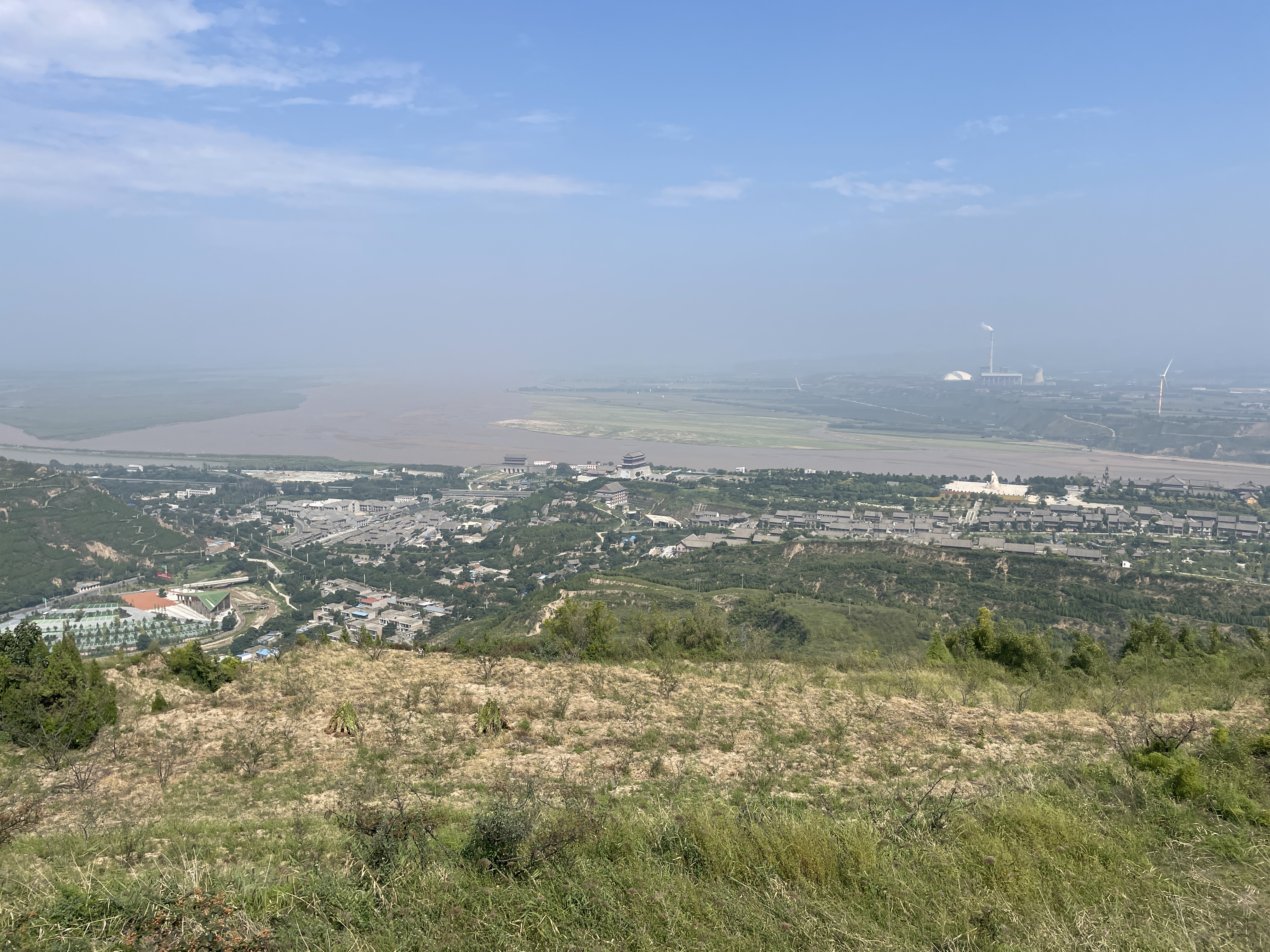
퉁관

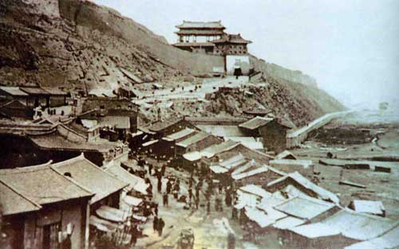
퉁관

퉁관(潼关)은 중국 산시성 퉁관현 웨이허와 황하의 합류 남쪽에 위치한 산악지대의 요새이다.